# 931
931 (DCCCXXXIII) var ett normalår som började en lördag i den julianska kalendern.

## Händelser

### Mars
- Mars – Sedan Stefan VII har avlidit den 15 samma månad väljs Johannes XI till påve.

## Födda
- Taksony, furste av Ungern.

## Avlidna
- 15 mars – Stefan VII, påve sedan 928.